# AYPA
Ali Yildirims Presseagentur, kurz AYPA, ist ein deutsch-türkisches Journalistenduo. Mit AYPA-TV betrieb es zwischen 1993 und 2007 eine kleine Fernsehstation in Berlin, deren Sendungen zu festen Zeiten über den Berliner Kabelsender Spreekanal verbreitete.
Diese berichteten investigativ aus der Welt der Migranten in Deutschland. Recherchen von AYPA führten u. a. zum Verbot der islamistischen Organisation Hizb ut-Tahrir oder der Zeitung Vakit. Hiernach nutzten große TV-Stationen im In- und Ausland den Sender trotz seiner von Finanzknappheit geprägten Produktionsbedingungen als „renommierten Zulieferer“. Die Tageszeitung bezeichnete AYPA als Lieferant der „wichtigsten Erkenntnisse über die islamistische Szenerie in Deutschland“ der letzten Jahre.
AYPA-TV war laut Eintrag des Guinness-Buch der Rekorde der kleinste Fernsehsender der Welt und wurde auch in der Fachliteratur als eigenständiger Fernsehsender der türkischen Minderheit in Deutschland behandelt.

## Geschichte
AYPA besteht seit seiner Gründung allein aus dem Diplom-Ingenieur und Namensgeber Ali Yildirim und der Arabistin Claudia Dantschke. Die einzige Sendung im Programm von AYPA-TV ging am 27. Februar 1993 unter dem Titel „Berlin-Spiegel für alle, die toleranter sein wollen“, eingespeist über den Spreekanal, erstmals auf Sendung. Seitdem sendete AYPA sein einstündiges Programm (abgesehen von einer alljährlichen Sommerpause) zunächst täglich. Die Sendung prägte „ausführliche Information, Toleranz gegenüber anderen Kulturen, Engagement für das deutsch-türkische Zusammenleben in Berlin“ (Die Zeit). Bundesweites Aufsehen in der türkischen Bevölkerung erregte 1995 eine angekündigte Übertragung eines Champions-League-Spiels mit türkischer Beteiligung durch den bundesweit über Satellit empfangbaren Sender TD1, als AYPA recherchierte, dass der deutsch-türkische Sender die Senderechte gar nicht besitze und so die Ausstrahlung verhinderte. Zudem berichtet AYPA massiv über islamistische Kräfte in Deutschland. Finanzielle Probleme, auch hervorgerufen durch zahlreiche (wenn auch stets gewonnene) zeitraubende und kostenintensive Prozesse, etwa gegen die Islamische Föderation Berlin, der AYPA Verbindungen zur vom Verfassungsschutz beobachteten Millî Görüş nachgesagt hatte, führten später zu einer Verknappung des TV-Angebots auf nur noch mehrere Tage in der Woche: Allein in den ersten 10 Jahren des Sendebetriebs wurden zeitgleich gegen ein Dutzend Unterlassungsklagen gegen AYPA-TV geführt. Nach Recherchen, die zum Verbot der radikalislamistischen Hizb ut-Tahrir oder der Vakit führten, war allerdings bisweilen Bildmaterial von AYPA in renommierten Nachrichten- und Politmagazinen großer Sender „von Tagesschau und Tagesthemen bis Panorama, Frontal 21 oder Spiegel-TV“ zu sehen. Nahezu alle türkischen Sender musste AYPA 2006 mit Bildern von dem Gründer der türkischen Partei Neue Demokratiebewegung Cem Boyner, der in Berlin in eine Schlägerei mit Linksextremisten verwickelt wurde, beliefern. In deutschen Verfassungsschutzberichten wurde AYPA-TV seit der Jahrtausendwende häufiger als Quelle erwähnt. Allerdings sahen sich die Informanten der AYPA in deren letzten Jahren als Reaktion auf Berichte auch „Messerattacken, wirtschaftlichen Sanktionen, Einschüchterungsversuchen und gewalttätigen Übergriffen“ gegenüber. Im Januar 2007 wurde der Sendebetrieb eingestellt. Ein inzwischen aufgebautes umfangreiches Internetangebot existiert weiter.

## Organisationsform
AYPA wurde von seinen beiden Mitarbeitern unabhängig von Dritten, insbesondere dem türkischen Staat und jedweder türkischer Institutionen, betrieben. Dies galt als „positive Ausnahme“ innerhalb der türkischen Medienkultur in Deutschland. Yildirim setzte zu diesem Zweck Eigenkapital ein und verschuldete sich darüber hinaus. Ein Teil des Programms wurde auch über Werbung finanziert. Auch vom Sendeplatz zur Verfügung stellenden Spreekanal war AYPA unabhängig; sie ist bzw. war „als eine unabhängige Einzelfirma mit eigener Lizenz organisiert.“ Anfänglich wurde AYPA noch redaktionell unterstützt von Mitarbeitern der deutschen Redaktion der türkischen Zeitung Milliyet, aus deren Büro gesendet wurde. Ab 1995 gab es einen durch Zuschauer gegründeten Förderverein, der AYPA finanziell unterstützte. Allerdings deckten Werbeeinnahmen und Spenden seit jeher nur „das Nötigste“ ab.

## Sendekonzept
AYPA sendete in deutscher und türkischer Sprache (der größere Anteil ist im Gegensatz zu anderen deutsch-türkischen Sendern Deutsch) und griff überwiegend journalistische Themen auf. In der Presse kokettierte man mit den von Finanznot geprägten Produktionsbedingungen, charakterisierte die relevanten Berichte z. B. als „Störsignal aus dem Wohnzimmer“.
Die Ursprungsidee der Sendung war ein investigativer Journalismus aus der Einwandererszene Berlins, den es zuvor in der Form nicht gegeben hatte: „Im Jahre 1992 (…) hatte ich hier im Fernsehbereich gesehen, dass recherchierte Beiträge über islamische und islamistische Szene waren kaum zu sehen [sic!]. Und das wollte ich eigentlich mit meiner Kollegin zusammen recherchieren, und die Zuschauer sollten sich selbst ein Bild machen (…)“, beschrieb Yildirim einmal eine der Motivationen zur Gründung der AYPA.